# Oasis (película)
Oasis (titulada 오아시스 en coreano y transliterada Oasiseu) es una película surcoreana del año 2002, dirigida por Lee Chang-dong. El argumento gira en torno al complicado romance entre un hombre con una ligera discapacidad mental que acaba de cumplir una pena de dos años y medio de prisión por homicidio involuntario y una mujer que sufre de una severa parálisis cerebral. Estos roles son protagonizados por Sol Kyung-gu y Moon So-ri, la misma pareja de actores del filme anterior de Lee, Peppermint Candy. La película también muestra el trato que reciben estos personajes por parte de su familia y la manera en que los percibe la gente a su alrededor.
La película tuvo una recepción exitosa entre los críticos y ganó premios en numerosos festivales de cine. Entre los más importantes se encuentran el León de Plata a la mejor dirección entregado a Lee Chang-dong durante el Festival Internacional de Cine de Venecia de 2002 y el Premio Marcello Mastroianni, que reconoce al mejor actor emergente, entregado a Moon So-ri durante el mismo evento.

## Argumento
Al ser liberado de prisión, Hong Jong-du (Sol Kyung-gu) va en busca de sus familiares en Seúl. Jong-du está de vuelta en las calles tras cumplir una sentencia de más de dos años por haber huido después de un accidente de tránsito. Pronto descubre que en su ausencia, su familia se ha mudado sin decirle. Ajeno a las reglas de la sociedad, Jong-du acaba de nuevo en custodia policial al no poder pagar la cuenta de una comida en un restaurante. Su hermano menor Jong-sae (Ryoo Seung-wan) paga su fianza y así Jong-du vuelve a reunirse con su familia que sin muchas ganas lo acepta en el hogar. Inadaptado social incurable y con una leve discapacidad mental, Jong-du consigue trabajo como repartidor de comida para un restaurante chino del barrio por recomendación de su hermano mayor Jong-il (Ahn Nae-sang).
En un incómodo intento de reconciliación, Jong-du busca a la familia del hombre que mató en el accidente que lo dejó en prisión. Encuentra al hijo del hombre, Han Sang-shik (Son Byung-ho), mientras se está mudando de apartamento. Sang-shik planea dejar a su hermana Gong-ju (Moon So-ri), quien sufre de parálisis cerebral, a cargo del cuidado de sus vecinos mientras él se aprovecha de la pensión por discapacidad de su hermana para mudarse a una nueva residencia. La familia está horrorizada con la intrusión de Jong-du y le piden que se vaya, pero no sin antes que él se sienta intrigado por Gong-ju.
Jong-du entonces decide cortejarla enviándole flores y, al espiar el apartamento, descubre dónde están escondidas las llaves de la casa. Más tarde, ingresa al lugar en un momento en que sabe que ella está sola. De manera incómoda, entablan conversación y Jong-du le deja una tarjeta con su teléfono por si ella quiere llamar. Antes de irse, nota y se interesa en los pies de ella, al afirmar que nunca había visto los pies desnudos de una mujer. Gong-ju se inquieta y asusta ante ese comentario invasivo. Jong-du intenta tranquilizarla, pero finalmente pierde el control y comienza a aprovecharse de la indefensa mujer y sólo se detiene cuando ella se desmaya.
Despedido de su trabajo como repartidor después de chocar la motocicleta, Jong-du recibe la oportunidad de trabajar en el taller de reparación de coches de su hermano, donde también duerme de noche. Un par de días después, para su sorpresa y placer, Gong-ju llama en medio de la noche. Después de varios encuentros y paseos secretos, varias veces a punto de ser descubiertos por el hermano de Jong-du o los vecinos, los dos marginados se hacen inseparables. Gong-ju le cuenta de cuán asustada está por la sombra que proviene de un árbol afuera de su habitación. Jong-du le promete que nunca más tendrá que temer porque hará desaparecer las sombras con magia.
En sus aventuras fuera del apartamento, la pareja se enfrenta a la dura realidad de una sociedad discriminadora pero se consuelan en la santidad inocente de su amor compartido. Cuando Jong-du ingenuamente asiste a la celebración de cumpleaños de su madre acompañado de Gong-ju, el ambiente se crispa. En una charla con su hermano mayor, se descubre que este es en realidad el culpable del accidente por el que Jong-du estuvo en prisión, tras aceptar los cargos por él.
Queriendo sentirse tratada como una mujer, Gong-ju invita a Jong-du a quedarse en su apartamento y allí hacen el amor. Cuando el hermano de Gong-ju llega en una visita sorpresa, se desata el caos. Jong-du es arrestado y acusado de violar a una mujer discapacitada e indefensa. La familia de Gong-ju y la policía ignoran a la mujer, quien está superada por la tensión del momento que la hace incapaz de contar su versión de la historia. En un último estallido de pasión, Jong-du escapa de la policía y corre al apartamento de Gong-ju. La pareja logra reafirmar su amor cuando Jong-du, trepándose al árbol junto a su habitación y cortándole las ramas, cumple su promesa de hacer desaparecer las sombras, antes de ser atrapado y llevado a prisión. En la última escena, Gong-ju está limpiando su apartamento mientras se oye la voz de Jong-du leyendo una carta dirigida a ella en la que le promete que regresará cuando vuelva a ser libre.

## Premios
Festival Internacional de Cine de Venecia de 2002
- Premio Marcello Mastroianni - Moon So-ri
- León de Plata a la mejor dirección - Lee Chang-dong
- Premio FIPRESCI
- Premio SIGNIS

Festival de Cine de Chunsa de 2002
- Mejor película
- Mejor actor - Sol Kyung-gu
- Mejor actriz - Moon So-ri
- Mejor director - Lee Chang-dong
- Mejor guion - Lee Chang-dong

Festival Internacional de Cine de Busan de 2002
- Mejor actor - Sol Kyung-gu
- Mejor guion - Lee Chang-dong

Premios Blue Dragon de 2002
- Mejor nueva actriz - Moon So-ri

Premios Korean Film de 2002
- Mejor película
- Mejor actor - Sol Kyung-gu
- Mejor actriz - Moon So-ri
- Mejor director - Lee Chang-dong
- Mejor guion - Lee Chang-dong
- Mejor nueva actriz - Moon So-ri

Premios Director's Cut de 2002
- Mejor actor - Sol Kyung-gu
- Mejor nueva actriz - Moon So-ri

Premios Paeksang de 2003
- Mejor película
- Mejor director - Lee Chang-dong

Festival de Cine Internacional de Seattle de 2003
- Mejor actriz - Moon So-ri